# مقرر
المقرر هو الشخص المعين من قبل منظمة للإبلاغ عن وقائع اجتماعاتها.
على سبيل المثال، تم تعيين ديك مارتي مقررًا من قبل الجمعية البرلمانية لمجلس أوروبا للتحقيق في التسليم الاستثنائي من قبل وكالة المخابرات المركزية.

## مقرر البرلمان الأوروبي
المقررون لهم دور بارز في العملية التشريعية ضمن البرلمان الأوروبي. فهم أعضاء في البرلمان الأوروبي مسؤولين عن التعامل مع الاقتراحات التشريعية نيابة عن المفوضية أو مجلس الاتحاد أو البرلمان وذلك على مستوى الإجراء التشريعي وعلى مستوى محتوى التشريع. بناءً على الاقتراح ذي الصلة، يتم تعيين المقرر من قبل اللجان ذات الصلة في البرلمان الأوروبي المكلفة بوضع توصية تشريعية للبرلمان الأوروبي للتصويت عليها. لذلك، فإن للمقرر تأثير كبير في العملية المؤدية إلى اعتماد تشريعات الاتحاد الأوروبي.